# Oskar von Niedermayer
Oskar Niedermayer, seit 1916 Ritter von Niedermayer (* 8. November 1885 in Freising; † 25. September 1948 in Wladimir, Sowjetunion) war ein deutscher Generalmajor im Zweiten Weltkrieg sowie Professor und Abenteurer.

## Leben

### Ausbildung
Niedermayer stammte aus einer Regensburger Beamten- und Kaufmannsfamilie und war der Sohn des Bauamtsassessor Friedrich Niedermayer und dessen Ehefrau Emme, geborene Vogel.
Nach Absolvierung des humanistischen Gymnasiums in Regensburg trat er am 15. Juli 1905 als Fahnenjunker in das 10. Feldartillerie-Regiment der Bayerischen Armee in Erlangen ein. Nachdem er am 15. März 1907 zum Leutnant befördert worden war, erhielt er innerhalb der Armee Gelegenheit zum Studium der Naturwissenschaften, Geographie und der iranischen Sprachen. Im Anschluss wurde er bei vollem Gehalt für eine zweijährige Forschungsreise beurlaubt, welche ihn ab September 1912 durch Persien und Indien führte. Dabei durchquerte Niedermayer als erster Europäer die Wüste Lut. Kurz vor dem Ausbruch des Ersten Weltkrieges kehrte er nach Deutschland zurück.

### Erster Weltkrieg
Zu Kriegsbeginn wurde Oberleutnant Niedermayer (seit 7. Januar 1914) zunächst als stellvertretender Batterieführer in seinem Stammregiment an der Westfront eingesetzt. Kurz darauf folgte seine Versetzung zum Stab der 5. Infanterie-Division.
Bereits am 15. Dezember 1914 entsandte die deutsche Oberste Heeresleitung Niedermayer mit einer kleinen Expedition nach Afghanistan, um dort zu versuchen, ähnlich wie später Lawrence von Arabien, die von Großbritannien dominierten und abhängigen Perser, Afghanen und die benachbarten Inder gegen die Kolonialmacht aufzuwiegeln. Am 26. September 1915 erreichte die Niedermayer-Hentig-Expedition Kabul, konnte dort jedoch nichts Entscheidendes beim Emir Habibullah ausrichten und begann im Mai 1916 den gefährlichen Rückmarsch, der auch durch russisch besetztes Territorium führte und am 1. September 1916 im Osmanischen Reich endete, wo sich Niedermayer der deutschen Militärmission im Osmanischen Reich unter Generalfeldmarschall Colmar von der Goltz anschloss.
In den folgenden Monaten übernahm er Kommandos bei den deutschen Truppen im Nahen Osten und wurde dort am 28. Juni 1917 als Hauptmann in den Generalstab der Heeresgruppe Yıldırım überwiesen.
Erst im März 1918 wurde er nach Deutschland zurückbeordert, wo er am 28. März im Großen Hauptquartier eintraf. Niedermayer war zunächst beim Generalkommando des III. Armee-Korps, ehe er dann ab 23. September 1918 Zweiter Generalstabsoffizier der 8. Reserve-Division an der Westfront wurde. Dort erlebte er die Kämpfe in der Champagne und in Flandern, bevor der Krieg zu Ende ging.
Für seine Verdienste bei seiner Expedition nach Afghanistan wurde er am 5. September 1916 mit dem Ritterkreuz des Militär-Max-Joseph-Ordens ausgezeichnet. Damit verbunden war die Erhebung in den persönlichen Adel und er durfte sich ab diesem Zeitpunkt Ritter von Niedermayer nennen. Dabei könnte eine Rolle gespielt haben, dass Niedermayer die Expedition wie einen Roman von Karl May schilderte.

### Zwischenkriegszeit
Am Ende des Krieges wurde Niedermayer beurlaubt und hatte so Gelegenheit an der Universität München zwei weitere Semester Philologie und Geographie zu studieren. Er erwarb dabei den Grad eines Dr. phil. summa cum laude mit einer Arbeit über die Binnenbecken des iranischen Hochlandes. In dieser Zeit (ab 29. April 1919) war er auch Leiter Werbeabteilungen des Freikorps Epp, welches die Münchner Räterepublik bekämpfte. Er lernte in dieser Zeit Rudolf Heß kennen. Am 12. Dezember des gleichen Jahres wurde Niedermayer in die Reichswehr aufgenommen. Er diente zunächst in der Kraftfahrabteilung 23 und wurde schließlich Adjutant des Reichswehrministers Otto Geßler. Am 23. Dezember 1921 schied Niedermayer offiziell aus der Reichswehr aus, jedoch nur, um danach inoffiziell für sie in der Sowjetunion tätig zu sein. Von 1928 bis 1932 war Niedermayer von seinem Büro in Moskau alleiniger Leiter der drei großen militärischen Versuchsstationen für Flugwesen, Kampfwagen und Chemie Kampfstoffe. Er schrieb an den Chef des Ministeramtes des Reichswehrministerium Kurt von Schleicher mit großem Respekt über die Leidensfähigkeit und Lebensstärke des russischen Volkes. Trotz ideologischer Differenzen plädierte er für eine deutsch-sowjetische Kooperation. Danach kehrte er nach Deutschland zurück und trat am 1. Mai 1932 als Major im 2. (Preußisches) Artillerie-Regiment erneut offiziell in die Reichswehr ein. Doch schon am 29. Januar 1933 schied er als Oberstleutnant erneut aus dem aktiven Dienst aus, um sich einer akademischen Karriere zu widmen. Zum 1. November 1933 trat er der NSDAP bei (Mitgliedsnummer 1.801.063). Niedermayer galt in der NSDAP wegen seiner Tätigkeit in Moskau als Sympathisant der Sowjetunion.
Am 31. Juli 1933 habilitierte er sich mit einer Arbeit über „Wachstum und Wanderung im russischen Volkskörper“ und trat eine Stelle als Privatdozent für „Wehrgeographie“ und „Wehrpolitik“ an der Universität Berlin an. Ab dem Wintersemester 1933/34 hielt er dort Vorlesungen. Die Lehr- und Forschungstätigkeit Niedermayers wurde vom Reichswehrministerium und von der Deutschen Forschungsgemeinschaft mit großen Geldmitteln gefördert. Später kamen auch Gelder des OKW hinzu. Niedermayer erstellte unter anderem wehrgeographische Atlanten über Frankreich, Großbritannien und die Sowjetunion.
In einem Schreiben an den Adjutanten des Führers äußerte er 1935 Selbstkritik. Er habe zu spät erkannt, dass allein die Außenpolitik des Führers den richtigen Weg weise. Zwischenzeitlich war er am 1. November 1935 als Ergänzungsoffizier erneut in die Wehrmacht eingetreten, doch als er am 1. Oktober 1939 ein planmäßiges Ordinariat erhielt, gab er seine Planstelle als Oberst im Oberkommando der Wehrmacht (OKW) wieder auf. Im September 1936 scheiterte Niedermayers Ernennung zum Professor an Joseph Goebbels. Goebbels warf Niedermayer prosowjetische Tendenzen vor. Niedermayer verkenne, dass die Sowjetunion vom Internationalen Judentum regiert werde. Am 27. Juli 1937 übernahm Niedermayer auf ausdrücklichen Wunsch Hitlers die Leitung des „Instituts für allgemeine Wehrlehre“ an der Berliner Universität. Im Frühjahr 1938 nahm das Institut für Heimatforschung Lehrveranstaltungen auf. Niedermayer hatte ein solches Institut seit Frühjahr 1937 gefordert, um in der Führung des Deutschtumskampfes durch Forschungen und Publikationen zu unterstützen. Niedermayer arbeitete selbst nie an diesem Institut, welches bis 1942 bestand. Seit 1939 gehörte er zum Beirat der „Forschungsabteilung Judenfrage“ innerhalb des nationalsozialistischen Reichsinstituts für Geschichte des Neuen Deutschlands.

### Zweiter Weltkrieg
Nach dem Beginn des Zweiten Weltkrieges ersuchte Niedermayer um eine Verwendung in der Wehrmacht, entweder an der Front oder mit einer Beteiligung seines Institutes an der Verwaltung des besetzten Polens. Da die Wehrmachtführung darauf nicht reagierte, bat er einige befreundete Generäle um Fürsprache. Dennoch lehnte das Oberkommando des Heeres (OKH) sein Ersuchen am 20. Februar 1941 erneut ab.
Daraufhin wandte sich Niedermayer am 25. Mai 1941 noch einmal persönlich an Generalfeldmarschall Wilhelm Keitel, den Chef des OKW. Zwar hatte er Gelegenheit an einigen Lehrgängen teilzunehmen, doch erst am 30. Mai 1943 wurde Niedermayer mit der Führung der 162. (Turk)-Infanterie-Division beauftragt. Dabei handelte es sich nicht um eine reguläre Division, sondern lediglich um einen Stab, der dazu vorgesehen war, im besetzten Hinterland der Heeresgruppe Süd aus nicht-russischen (kaukasischen, turkestanischen, georgischen, armenischen) Kriegsgefangenen Hilfstruppen zum Kampf gegen die Sowjetunion zu formieren. Diese Aufgabe war ihm übertragen worden, weil er sich in den vorangegangenen Jahren mit vielen Artikeln und Denkschriften als Kenner der Geographie und der Völker jener Regionen profiliert hatte.
Die Division lag zunächst in der Ukraine, wo sie für die Ausbildung der so genannten „Ostlegionen“ sorgte. Im Februar 1943 verlegte sie jedoch auf deutsches Reichsgebiet nach Neuhammer. Dort wurde sie vom Frühjahr bis zum Herbst 1943 in eine reguläre Felddivision umgegliedert, bestand jedoch nach wie vor aus kaukasischen, georgischen und turkotatarischen Soldaten. Niedermayer wurde Kommandeur dieser Division, die in Slowenien und Norditalien in der Partisanenbekämpfung eingesetzt war. Im März 1944 erfolgte ihre Verlegung nach Italien. Im Rahmen der 10. Armee kam die Division am 9. Juni 1944 zum ersten größeren Einsatz, bei dem sie sich nicht bewährte. Doch Niedermayer war zu diesem Zeitpunkt nicht mehr Kommandeur der Einheit. Er war bereits am 21. Mai 1944 auf Verlangen des Oberbefehlshabers Südwest Albert Kesselring abgelöst worden. Kesselring hatte einige Wochen zuvor in einer Beurteilung über Niedermayer geschrieben: „Die allgemeine Bildung steht über dem Durchschnitt … Er ist jedoch mehr Gelehrtennatur als Truppenführer. In der Entschlussfassung zu zögernd und in der Befehlsführung zu langsam.“
Niedermayer wurde zum „Kommando der Freiwilligenverbände beim Oberbefehlshaber West“ versetzt. Über seine dortige Tätigkeit ist nichts näheres bekannt. Es dürfte sich um einen bedeutungslosen Schreibtischposten gehandelt haben. Im August 1944 äußerte er sich vor Offizieren seines Stabes abfällig über Hitlers Politik. Auf eine Anmerkung eines Offiziers, dass das deutsche Volk bis zum Untergang kämpfen müsse, antwortete Niedermayer, dass das deutsche Volk niemals für seine Führung oder ein politisches Programm untergehen dürfe. Eher müsse die Führung weg. Zwei Offiziere seines Stabes meldeten ihn daraufhin, was zu Niedermayers Verhaftung und zu einer Anklage wegen Wehrkraftzersetzung und Defätismus führte. Niedermayer wurde vom Reichskriegsgericht im Wehrmachtgefängnis Torgau angeklagt und im Oktober 1944 verurteilt. Er wurde aus der Wehrmacht ausgestoßen und das Verfahren an den Volksgerichtshof abgegeben, da dieser seit September 1944 auch für politische Delikte von Soldaten der Wehrmacht zuständig war. Zahlreiche Freunde schrieben Eingaben, u. a. an Heinrich Himmler und erinnerten an Niedermayers Verdienste. Die Ermittlungen gegen ihn zogen sich jedoch bis zum Kriegsende hin, wobei eine für den 11. April 1945 angesetzte Verhandlung vor dem Volksgerichtshof nicht mehr stattfand. Am 14. April befand sich Niedermayer noch im Gefängnis in Torgau. Was in den folgenden Tagen geschah ist unklar.
In einigen Quellen wird behauptet, dass Niedermayer nach der Befreiung der Stadt am 25. April 1945 (Elbe Day) durch US-amerikanische Soldaten aus dem Gefängnis in Torgau befreit wurde. Danach soll er sich zeitweise in Regensburg aufgehalten haben und sei dann in Karlsbad verhaftet worden. Andere Quellen halten es für wahrscheinlicher, dass er sich aus dem vom Wachpersonal verlassenen Gefängnis direkt in Richtung des von sowjetischen Truppen besetzten Gebietes abgesetzt habe. Er wurde jedenfalls in Karlsbad von sowjetischen Truppen verhaftet und ins Moskauer Lubjanka-Gefängnis gebracht. Dort erzählte er einem Mitgefangenen, dass er sich freiwillig in sowjetisch besetztes Gebiet begeben habe, weil er vermutete, dass für Deutschland „das russische Zeitalter beginne“. Er hoffte vermutlich, an seine Kontakte in der Sowjetunion in der Zwischenkriegszeit anknüpfen zu können.
In einem Prozess wurde Niedermayer zu 25 Jahren Haft wegen angeblicher Spionage in den zwanziger Jahren verurteilt, die er in der Strafanstalt Wladimir östlich von Moskau verbüßen sollte. Dort erkrankte er an Tuberkulose und starb am 25. September 1948 im Krankenhaus des Gefängnisses.

## Werke
- als Hadschi Mirza Hussein: Meine Rückkehr aus Afghanistan. Wolf, München 1918.
- Die Binnenbecken des Iranischen Hochlandes. Wolf, München 1920 (München, Universität, Dissertation vom 28. August 1919 (1920)).
- mit Ernst Diez: Afganistan. Hiersemann, Leipzig 1924.
- Unter der Glutsonne Irans. Kriegserlebnisse der deutschen Expedition nach Persien und Afganistan. Einhornverlag, Dachau 1925 (online).
- Krieg in Irans Wüsten. Erlebnisse der deutschen Expedition nach Persien und Afganistan. Hanseatische Verlags-Anstalt, Hamburg 1940.
- Wehrgeographische Betrachtung der Sowjetunion (= Schriften zur Geopolitik. Bd. 4, ZDB-ID 500458-5). Vowinckel, Berlin 1933.
- mit Juri Semjonow: Sowjet-Rußland. Eine geopolitische Problemstellung (= Schriften zur Geopolitik. Bd. 7). Vowinckel, Berlin 1934.
- Wehrpolitik. Eine Einführung und Begriffsbestimmung (= Wehr und Wissenschaft. Bd. 4, ZDB-ID 1020299-7). Barth, Leipzig 1939.
- als Herausgeber: Wehrgeographischer Atlas von Frankreich. Reichsdruckerei, Berlin 1939.
- Soldatentum und Wissenschaft. Hanseatische Verlags-Anstalt, Hamburg 1940.
- Wehrgeographie am Beispiel Sowjetrusslands. In: Zeitschrift der Gesellschaft für Erdkunde zu Berlin. 1940, Nr. 1/2, ISSN 1614-2055, S. 1–29.
- als Herausgeber: Wehrgeographischer Atlas von Grossbritannien. Reichsdruckerei, Berlin 1940.
- Krieg und Wissenschaft. In: Das Reich. Nr. 21, 25. Mai 1941, ISSN 0932-2868.
- als Herausgeber: Wehrgeographischer Atlas der Union der Sozialistischen Sowjetrepubliken. Reichsdruckerei, Berlin 1941.
- Wehrgeographie. Steiniger, Berlin 1942.